# Kibinai
Kibinai (ental – kibinas) er en Karaim nationalret, som spises i Litauen og Polen.
Kibinai er indbagt krydret kødtern i 10-15 cm lange "boller". I Karaim køkkenet anvendes lammekød til fyldet i kibinai, i det litauiske køkken er lam normalt erstattet med svinekød.